# HVM Racing
A HVM Racing foi uma equipe de corridas automobilísticas dos Estados Unidos que competiu na Champ Car e, posteriormente, pela IndyCar Series.

## História
Durante a sua história, a equipe, fundada em 1986 pelo piloto Tony Bettenhausen, Jr., destacou-se pela pintura em azul-escuro em seus carros e o patrocínio da Alumax, que durou até 1998. Além de Tony Bettenhausen, outros nomes famosos do automobilismo que defenderam a equipe foram o sueco Stefan Johansson (1992 a 1996), o canadense Patrick Carpentier (1997) e o brasileiro Hélio Castroneves (1998). Gary Bettenhausen, irmão de Tony e um dos fundadores, foi também um dos 33 pilotos que a equipe teve na CART. A última temporada com o nome Bettenhausen foi em 1999, desta vez com uma pintura azul-metálico e o patrocínio da Epson, trazido pelo piloto japonês Shigeaki Hattori, que após várias trapalhadas ao volante do Reynard-Mercedes #16, teve a superlicença retirada por determinação do diretor de provas da CART, Wally Dallenbach, e foi substituído pelo brasileiro Gualter Salles, que disputou as etapas do Rio de Janeiro e de Surfers Paradise, onde chegou em 10º lugar - melhor posição de chegada no ano.

## Mudanças de nome
Com a morte de Tony Bettenhausen, a equipe mudou seu nome para Herdez Competition, tendo como piloto único o mexicano Michel Jourdain Jr., vindo da Dale Coyne Racing, que retomara o nome original após o falecimento do sócio Walter Payton. Até 2004, foram 3 vitórias (2 com o também mexicano Mario Domínguez, e uma com o norte-americano Ryan Hunter-Reay), uma pole-position e 3 voltas mais rápidas.
Em 2005, adotou o nome HVM Racing e contou com 6 pilotos: Fabrizio del Monte, Alex Sperafico, Björn Wirdheim, Homero Richards e Rodolfo Lavín, que obteve 2 quintos lugares como melhor resultado. No ano seguinte, mudou novamente seu nome oficial, desta vez para CTE-HVM Racing depois que o ator e comediante Cedric the Entertainer virou coproprietário (daí a inclusão das iniciais). Foram 4 pódios, uma vitória com o francês Nelson Philippe e uma pole, com o inglês Dan Clarke.
Ainda em 2006, o ex-proprietário da Minardi, Paul Stoddart, compra uma parte da equipe e rebatiza-a como Minardi Team USA, tendo como pilotos Dan Clarke, Mario Domínguez e Robert Doornbos, responsável por 2 vitórias e 2 segundos lugares do time, que ainda obteve um segundo lugar com Clarke em Road America.

## Mudança para a IRL
Com a reunificação entre IRL e Champ Car, a Minardi Team USA foi uma das equipes que fizeram a migração, contratando o venezuelano Ernesto Viso, vindo da GP2 (atual Fórmula 2), e retomando o nome HVM Racing. Nelson Philippe e Roberto Moreno, que assinaram com a equipe para a temporada 2008 da Champ Car, disputaram apenas a etapa de Long Beach, a última da história da categoria antes da reunificação. O melhor resultado, até 2009, foi um quarto lugar de Viso, obtido em St. Petersburg. No mesmo ano, Nelson Philippe voltou à equipe para disputar as 500 Milhas de Indianápolis.
Para 2010, a HVM volta a utilizar apenas um carro, após demitir Robert Doornbos (que disputara as 6 últimas etapas de 2009), além da contratação de Viso pela KV Racing Technology, tendo seu lugar ocupado pela suíça Simona de Silvestro, que emplaca um quarto lugar, também em St. Petersburg, e ficando em segundo lugar entre os novatos. Ela ainda disputaria 2 temporadas antes de sair da HVM e ir para a KV em 2013, quando o time decidiu não se inscrever para a temporada. O francês Simon Pagenaud disputou ainda uma corrida pela equipe, em 2011.

## Pilotos

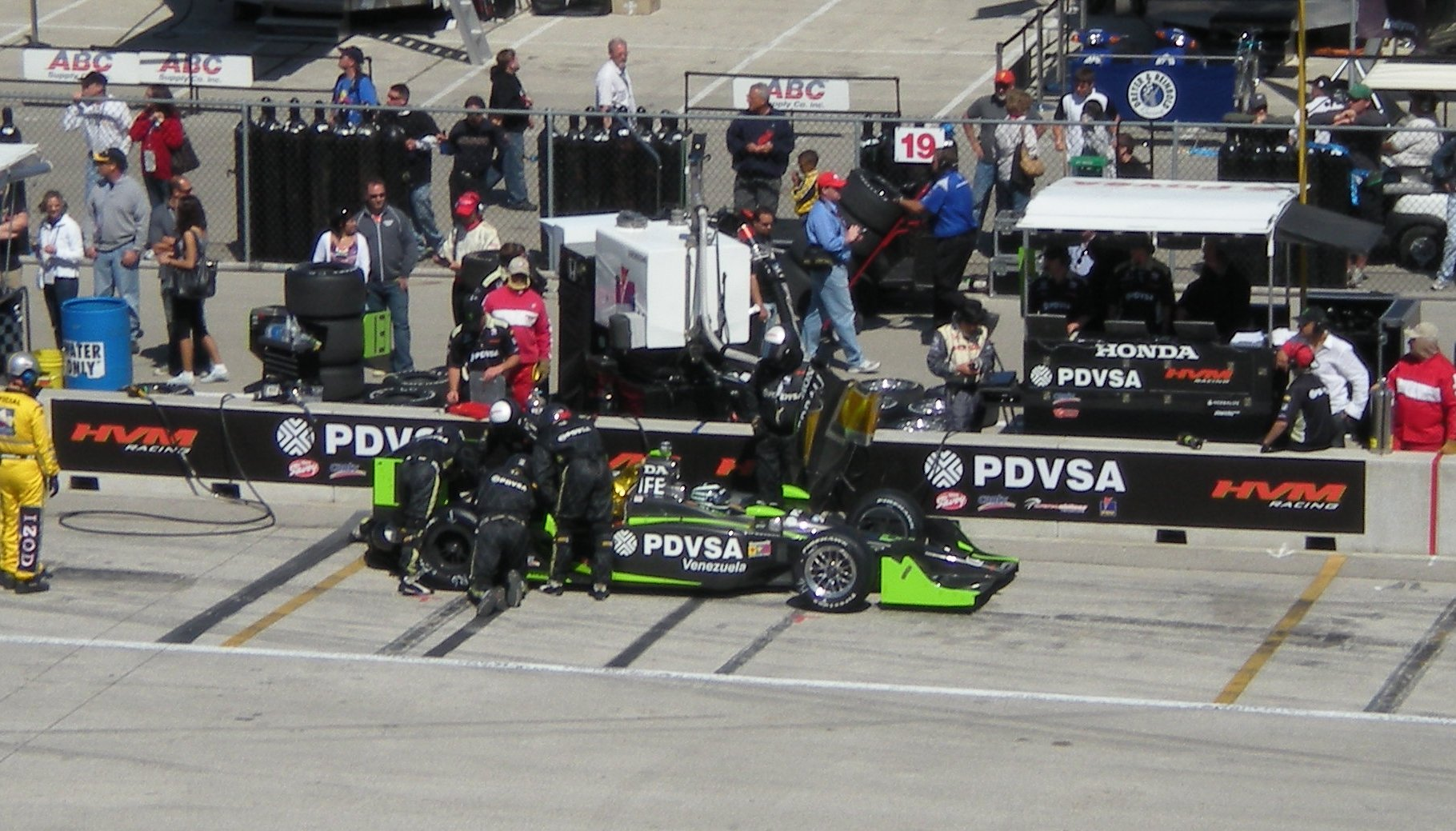
Pit-stop de Ernesto Viso durante o GP de Milwaukee de 2009

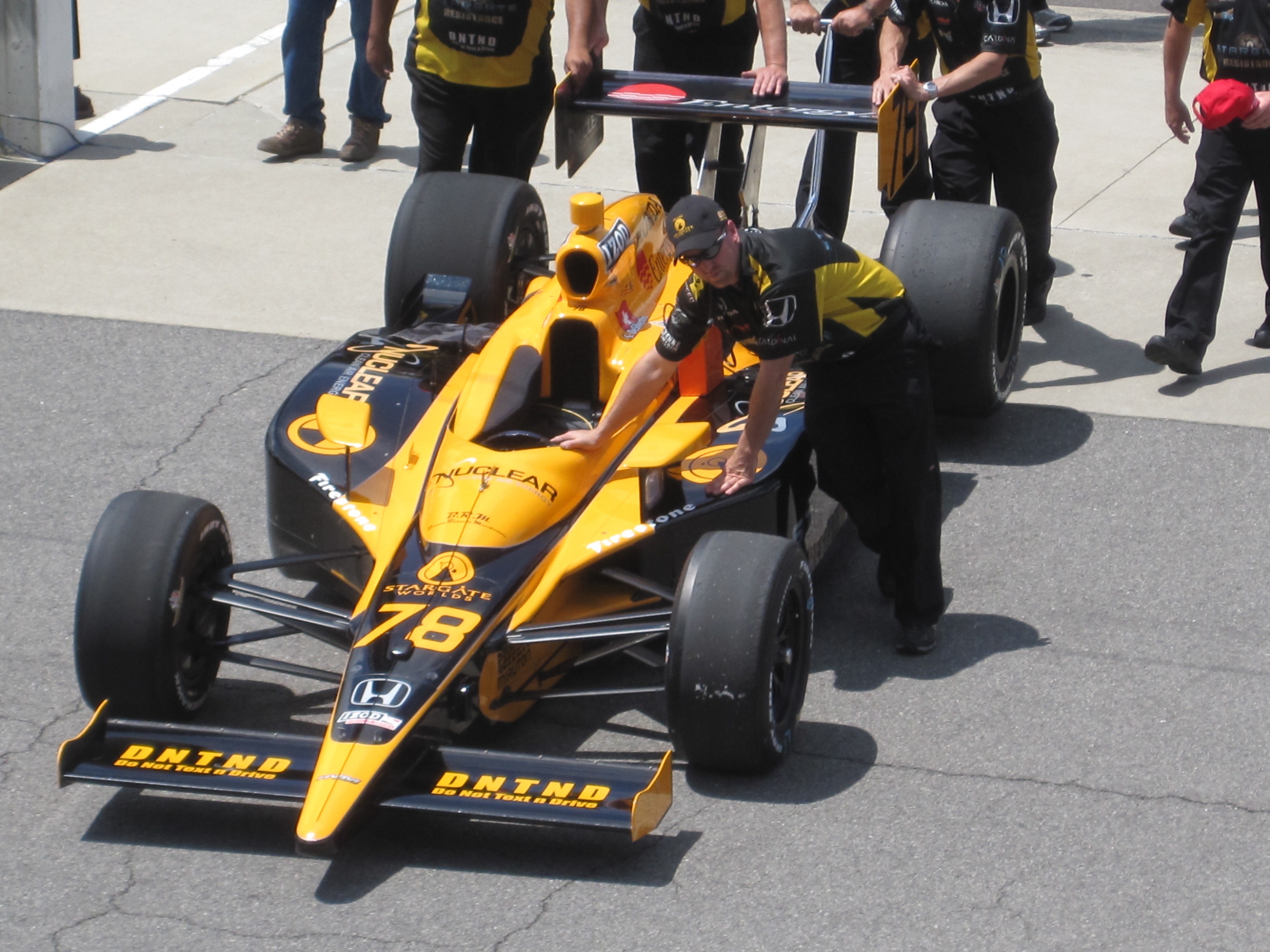
Simona de Silvestro no Indianapolis Motor Speedway em 2010.

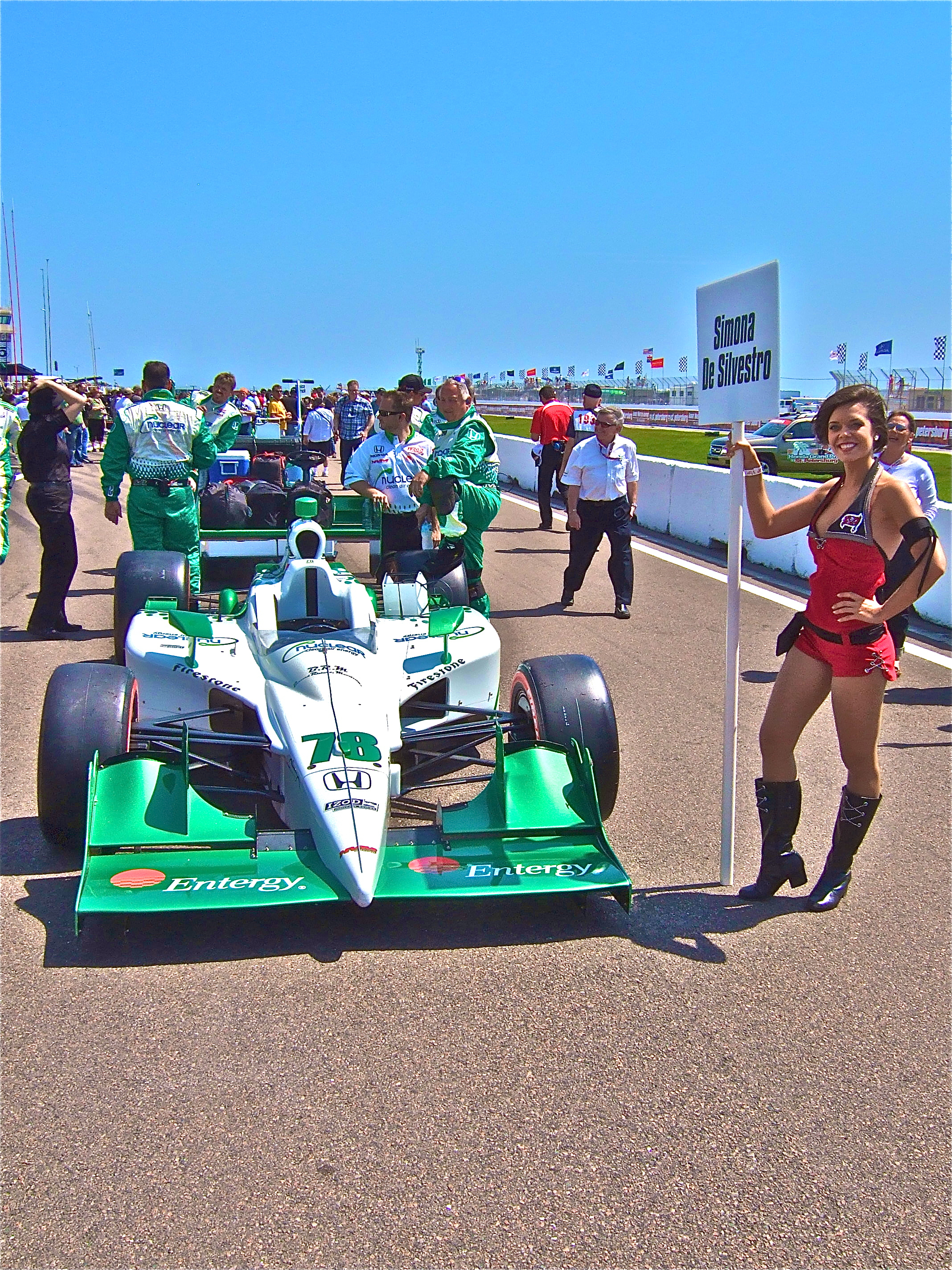
Carro da HVM no grid de St. Petersburg em 2011

### Bettenhausen
- Gary Bettenhausen (1982–1983, 1996)
- Patrick Carpentier (1997)
- Hélio Castroneves (1998)
- Shigeaki Hattori (1999)
- Stefan Johansson (1992–1996)
- Gualter Salles (1999)

### Herdez Competition
- Michel Jourdain Jr. (2000–2001)
- Ryan Hunter-Reay (2004)
- Mario Dominguez (2002–2004, 2007)
- Roberto Moreno (1997, 2003)
- Roberto González (2003)

### CTE/HVM
- Fabrizio del Monte (2005)
- Ronnie Bremer (2005)
- Alex Sperafico (2005)
- Björn Wirdheim (2005)
- Nelson Philippe (2006)
- Homero Richards (2005)
- Rodolfo Lavín (2005)

### Minardi Team USA
- Robert Doornbos (2007)
- Dan Clarke (2006–2007)

### IndyCar Series
- Ernesto Viso (2008–2009)
- Simona de Silvestro (2010–2012)